# Miniargiolestes minimus
Miniargiolestes minimus là loài chuồn chuồn trong họ Argiolestidae. Loài này được Tillyard mô tả khoa học đầu tiên năm 1908.

## Hình ảnh

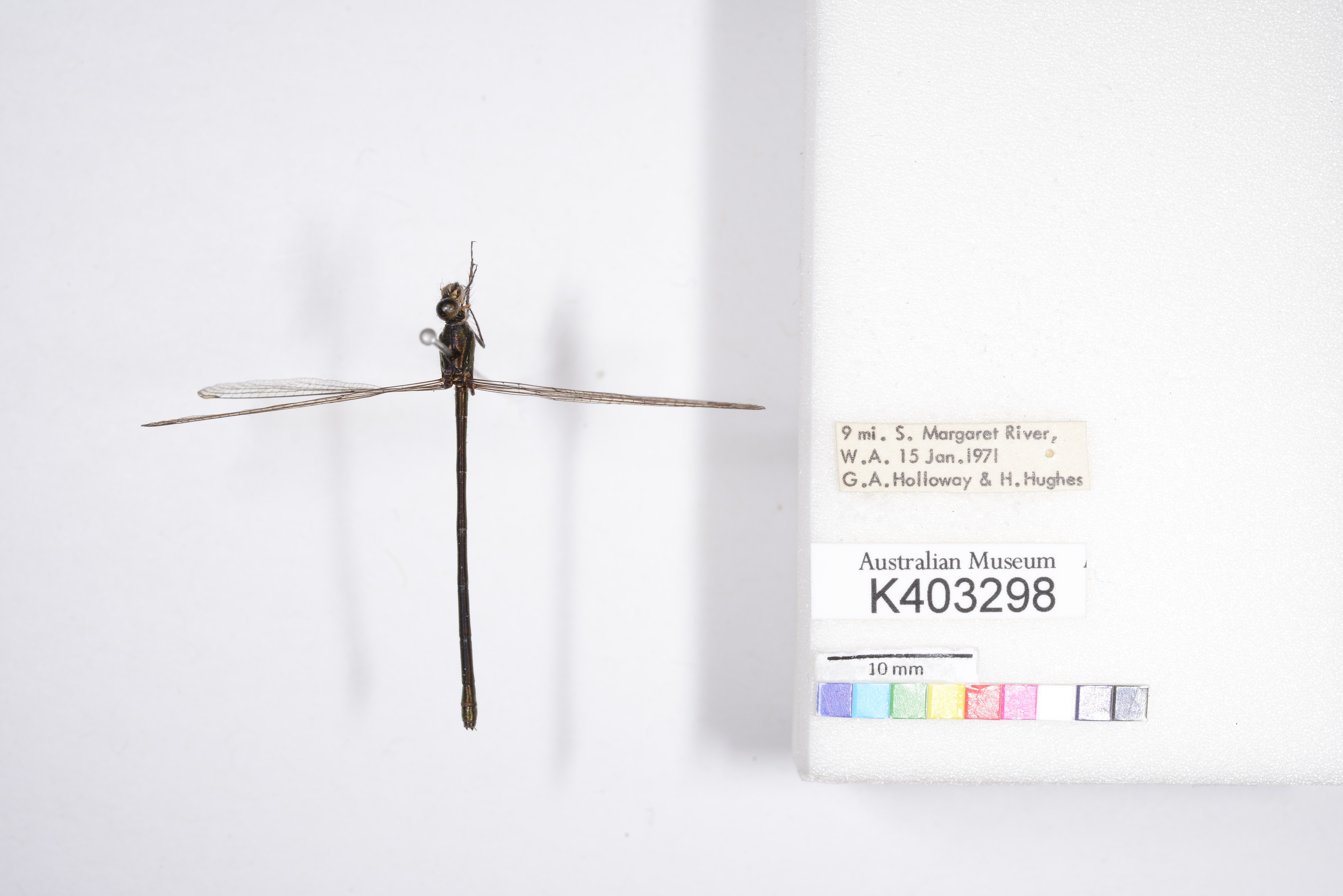